# Constantino Maleino
Constantino Maleino (en griego: Κωνσταντίνος Μαλεΐνος) fue un general bizantino de mediados del siglo X, hijo de Eudocimo Maleino y Anastacia. Tuvo seis hermanos, entre ellos Miguel Maleino, monje y santo, y una hermana de nombre desconocido que se casó con Bardas Focas el Viejo, fortaleciendo los lazos con la influyente familia Focas. Fue el padre de Eustacio Maleino, general y uno de los hombres más ricos del Imperio bizantino, que desempeñó un papel clave en la rebelión de Bardas Focas el Joven contra el emperador Basilio II Bulgaróctono (r. 976-1025). Según la hagiografía de su hermano Miguel, Constantino fue patricio y strategos del tema de Capadocia, destacándose en las campañas contra los árabes en la frontera bizantina, especialmente contra el emir hamdánida de Alepo, Sayf al-Dawla (r. 945-967).

## Bibliografía

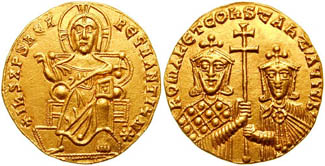
Sólido de Romano I Lecapeno y Constantino VII Porfirogenito